# 雅库普·克勒奇
雅库普·克勒奇（土耳其語：Yakup Kılıç，1986年7月13日—），土耳其前男子拳击运动员。他曾代表土耳其参加2008年夏季奥林匹克运动会拳击比赛，获得男子57公斤级铜牌。